# Power TV
Power TV – polska stacja muzyczno-rozrywkowa. Nadawcą stacji jest spółka MWE Networks.

## Historia
Kanał oficjalnie został uruchomiony 1 stycznia 2014 roku, jednak dla widzów w formie testowej dostępny był już od 19 listopada 2013 r. Stacja dostępna jest w niekodowanym przekazie satelitarnym z satelity Hot Bird w rozdzielczości SDTV, natomiast w sieciach kablowych również w HDTV. Stacja codziennie emituje klipy muzyczne disco i dance z lat 80. i 90. XX wieku oraz disco polo, a od 1 marca 2014 roku oprócz tego także klipy muzyczne eurodance, trance i techno. Dawniej w weekendy nadawano programy rozrywkowe, seriale dokumentalne np. Disco Gwiazdy oraz program Galeria Gwiazd.
10 kwietnia 2018 r. rozpoczęła działalność czeska filia Michał Winnicki Entertainment, której zadaniem zostało uruchomienie w Czechach oraz na Słowacji lokalnych wersji kanałów Power TV, Adventure i Top Kids. 9 kwietnia 2018r. stacja rozpoczęła nadawanie w ramach naziemnej telewizji cyfrowej na terenie Litwy. 29 marca 2019 r. kanał rozpoczął nadawanie na multipleksie lokalnym MUX L4 naziemnej telewizji cyfrowej. 4 lipca 2019 roku kanał rozpoczął nadawanie na multipleksie lokalnym testowanym w Szczecinie. 1 października 2023 zmienił oprawę, 19 listopada 2023 r. Power TV świętował 10 lecie kanału

## Pasma Power TV

### Obecne
- Power karaoke
- Power Mix
- Top Power 15
- 15 Naj Eurodance
- Power Classic
- Euro i Disco Dance
- Kabaretowy Szał

### Dawne
- Disco Nowości
- 100% Power Dance
- Power wake up!
- Power Impreza
- Imprezowe Hity
- Folk Power
- Power Classic. Godzina z...
- Top 30 Power Hits
- 50 Najlepszych hitów...
- Eksplozja Hitów Power TV (Dawne nazwy: Explozja Power hitów, Power 30)
- Golf – pasja i sport
- Extra Klasyka
- Koncert w Power TV
- Wodny świat
- Galeria gwiazd
- Hot Power
- Disco gwiazdy
- PowerTV.pl
- Techno Power
- Disco karaoke
- Great Eurodance
- Great 80's
- Great 90's
- Great 80's & 90's
- Sylwester na 100%
- Świąteczny poranek
- Świąteczna klasyka
- Święta z Power TV
- Dzisiaj w Betlejem
- Sylwester z Extra klasyką
- Sylwester z Power TV
- 80’s POWER
- 90’s POWER
- Disco klasyka
- Power Weekend
- Muzyczny poranek
- Moc na noc
- Bestowa lista Szlagier TV
- Poczekalnia do Bestowej listy Szlagier TV
- 77 TV (00:00-06:00, później 22:00-09:00 i 16:00)

## Oglądalność
Wszyscy 4+:
|      | styczeń | luty   | marzec | kwiecień | maj    | czerwiec | lipiec | sierpień | wrzesień | październik | listopad | grudzień | cały rok |
| ---- | ------- | ------ | ------ | -------- | ------ | -------- | ------ | -------- | -------- | ----------- | -------- | -------- | -------- |
| 2020 | 0,040%  |        | 0,028% | 0,058%   |        | 0,052%   |        |          | 0,036%   |             |          |          |          |
| 2019 | 0,031%  | 0,030% | 0,025% | 0,030%   | 0,022% | 0,017%   | 0,031% | 0,033%   | 0,028%   | 0,027%      |          | 0,051%   | 0,031%   |
| 2018 | 0,03%   | 0,03%  | 0,02%  | 0,04%    | 0,05%  | 0,057%   | 0,040% | 0,030%   | 0,027%   | 0,024%      | 0,026%   | 0,043%   | 0,035%   |
| 2017 | 0,03%   | 0,05%  | 0,06%  | 0,06%    | 0,04%  | 0,06%    | 0,07%  | 0,06%    | 0,04%    | 0,04%       | 0,05%    | 0,05%    | 0,05%    |
| 2016 | 0,04%   | 0,03%  | 0,03%  | 0,05%    | 0,06%  | 0,05%    | 0,08%  | 0,07%    | 0,05%    | 0,04%       | 0,04%    | 0,04%    | 0,05%    |
| 2015 | 0,03%   | 0,04%  | 0,02%  | 0,03%    | 0,04%  | 0,03%    | 0,05%  | 0,05%    | 0,03%    | 0,03%       | 0,04%    | 0,04%    | 0,03%    |
| 2014 | ?       | ?      | ?      | ?        | ?      | 0,05%    | 0,03%  | 0,03%    | 0,03%    | 0,03%       | 0,04%    |          | 0,02%    |